# Филателен преглед
«Филателен преглед» (в переводе с болг. — «Филателистическое обозрение») — ежемесячный иллюстрированный филателистический журнал, являющийся печатным органом Союза болгарских филателистов (СБФ).

## Описание
Журнал выходит с периодичностью 12 номеров в год. Он издаётся на болгарском языке и содержит информацию о филателистических новинках стран мира и специализированные статьи по филателии.

## История
Издание филателистических журналов в Болгарии имеет давнюю историю. В 1926 году вышел первый номер болгарского журнала «Пощенска марка» («Почтовая марка»). Вначале он издавался как орган болгарских собирателей почтовых марок. Главным редактором журнала был Димитр Ив. Гошев. Затем этот журнал стал органом Первого болгарского филателистического общества в Софии. В 1938 году, после учреждения Союза болгарских филателистических обществ, журнал стал его печатным органом с главным редактором Стефаном Симовым во главе. С 1937 по 1947 год филателистический дилер Симеон Чаракчиев (Симеон Чаръкчиев) издавал ещё один журнал — «Българска марка» («Болгарская марка»).
Согласно информации на официальном веб-сайте СБФ, издание филателистического журнала в послевоенное время в Болгарии было возобновлено с 1 января 1959 года, когда и стал выходить журнал «Филателен преглед». Он был печатным органом Министерства транспорта и связи Болгарии и Союза болгарских филателистов.
По данным советских печатных источников, журнал издаётся с 1940 года. До 1961 года он назывался «Пощенска марка». В 1961 году журнал получил название «Филателен преглед», под которым и издавался в дальнейшем.
В советское время журнал распространялся в СССР по подписке (подписной индекс 20964, подписная плата на год — 1,20 руб.), а также был в розничной продаже в киосках «Союзпечати».

## Главные редакторы
- Тодор Гарванов (в 1970)
- Иван Костов (1971—[1977?)[5]

## Адреса редакции
Редакция журнала располагается в Софии, но адрес её неоднократно менялся. Например, в прошлом редакция размещалась по таким адресам:
- в 1950-е годы — Болгария, София, ул. Славянска, 7;
- в 1970-е годы — Болгария, София-Ц, ул. «Димо Хаджидимов», 33.

По состоянию на 2010 год, редакция имела следующий адрес:

1000 София, ПК 798, Болгария.